# Calliostoma gordanum
Calliostoma gordanum är en snäckart som beskrevs av J. H. McLean 1970. Calliostoma gordanum ingår i släktet Calliostoma och familjen Calliostomatidae. Inga underarter finns listade i Catalogue of Life.